# Gaviálfélék
A gaviálfélék (Gavialidae) a hüllők (Reptilia) osztályába és a krokodilok (Crocodilia) rendjébe tartozó család.

## Tudnivalók

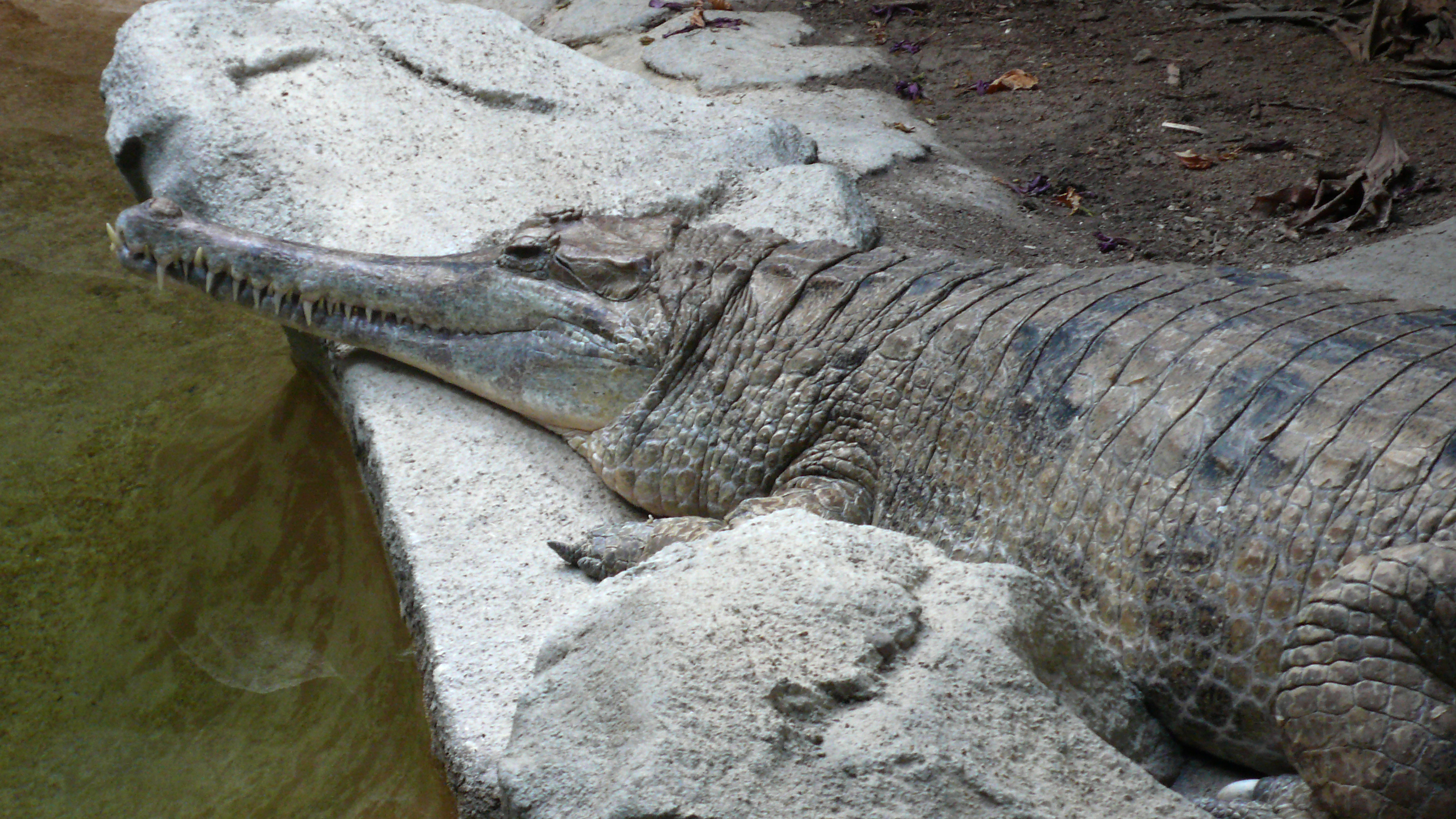
A Szunda-krokodil, meglehet, hogy a család másik élő faja

Ebbe a családba, csak két élő faj tartozik, az Indiában élő gangeszi gaviál (Gavialis gangeticus), valamint a Szunda-krokodil (Tomistoma schlegelii). Azonban ezek mellett számos fosszilis fajt is számontartanak. Korábban a Szunda-krokodilt a krokodilfélék (Crocodylidae) közé sorolták be. A legújabb DNS-vizsgálatok azt mutatják, hogy e két ma is élő faj, szoros rokonságot mutat egymással, tehát a Szunda-krokodil e családba való áthelyezése nagyon is helyénvaló volt.
A gaviálfélék félig vízi hüllők, amelyek a krokodilfélékre hasonlítanak, azonban pofájuk hosszabb és elvékonyodott. Ez a hosszú pofa a halfogásra alkalmas és nem a nagy emlősök elfogására, mint a krokodilfélék és az aligátorfélék (Alligatoridae) esetében.

## Rendszerezés
A családba 2 alcsalád és 8 nem tartozik:
- Gavialinae
  - †Eogavialis
  - Gavialis
- †Gryposuchinae
  - †Aktiogavialis
  - †Gryposuchus
  - †Ikanogavialis
  - †Siquisiquesuchus
  - †Piscogavialis
  - †Hesperogavialis

A Tomistominae alcsaládnak és a 13 nemének az idehelyezése még vitatott, egyes rendszerezők a krokodilfélék családjába helyezik.
- †Dollosuchoides
- †Dollosuchus
- †Ferganosuchus
- †Gavialosuchus
- †Kentisuchus
- †Maroccosuchus
- †Megadontosuchus
- †Paratomistoma
- †Penghusuchus
- †Rhamphosuchus
- †Thecachampsa
- Tomistoma
- †Toyotamaphimeia

## Fordítás
- Ez a szócikk részben vagy egészben  a   Gavialidae című angol Wikipédia-szócikk ezen változatának fordításán alapul.  Az eredeti cikk szerkesztőit annak laptörténete sorolja fel. Ez a jelzés csupán a megfogalmazás eredetét és a szerzői jogokat jelzi, nem szolgál a cikkben szereplő információk forrásmegjelöléseként.